# Mise par écrit de la mythologie shintoïste
 (juillet 2014).
Si vous disposez d'ouvrages ou d'articles de référence ou si vous connaissez des sites web de qualité traitant du thème abordé ici, merci de compléter l'article en donnant les références utiles à sa vérifiabilité et en les liant à la section « Notes et références ».
 (juillet 2014).
En 712 et 720, deux textes mêlant mythes et histoire sont rédigés, qui jettent les fondations de la mythologie shintoïste : le Kojiki et le Nihon Shoki. 
La rédaction de cette mythologie se place à un moment précis de l'Histoire. La rédaction dans la même décennie de ces deux textes apparait comme le résultat de la volonté politique de la famille régnante du Japon de mettre en place une mythologie appuyant la reconnaissance d'un empire japonais fort, dirigé par un souverain d'origine divine. 

## Contexte historico-politique
Au VIe siècle, la structure gouvernementale du Japon est constituée d’un regroupement de familles puissantes dirigée par un monarque, l’ôkimi, qui agit comme un conciliateur parmi la coalition de clans. Le rôle de l’ôkimi est donc relativement symbolique ; loin d'avoir un pouvoir absolu, celui-ci n'a finalement pas significativement plus de pouvoir que les chefs des clans.
La Chine, quant à elle,est dirigée par des dynasties depuis le IIIe millénaire av. J.-C. Depuis le début de son empire, la Chine a eu comme politique étrangère un système tributaire avec les pays environnants. Le fait d'accepter d'envoyer un tribut à l'Empire chinois est une sorte de reconnaissance de la supériorité chinoise, de la part des autres pays. L'enjeu pour ces pays se trouve alors dans le renforcement de leur autorité sur leurs terres. Les premiers souverains japonais ont accepté ce type de relations. Durant le Ve et le VIe siècle, à la suite de la chute de la dynastie des Jin orientaux, la Chine est fragmenté en petits royaumes. Le système tributaire entretenu avec le Japon est alors brisé. C'est en 589 que la dynastie Sui prend le pouvoir et réunifie la Chine. Par la suite, les souverains du Yamato tenteront de construire des relations égalitaires avec la dynastie. 
En Corée, depuis le Ier siècle av. J.-C., trois royaumes s’affrontent dans des guerres de territoire. Voyant que ces royaumes décidaient tout à tour de centraliser leurs pouvoirs, à l’image de la Chine, et que ce système portait ses fruits notamment au niveau agricole et au niveau de la prospérité économique de l’aristocratie, le roi de Yamato (nom de la région dans laquelle se trouvent les chefs japonais) se retrouve forcé à son tour de centraliser son pouvoir, c’est le début de la monarchie de Yamato. Le royaume de Yamato soumet les quelques clans rebelles en dehors de la coalition. L’ôkimi, prend alors plus d’importance, son territoire s’agrandit, mais son pouvoir reste tout de même relativement symbolique.
Deux siècles plus tard, l’empire japonais est stable et prospère. La Cour de l’Impératrice Gemmei se déplace près de Nara (d’où le nom de la période). La période Nara se caractérise par un développement florissant des arts japonais, notamment influencés par le bouddhisme, de plus en plus répandu et accepté, mais aussi (et encore) par la dynastie Tang. C’est la période culturelle de l’histoire du Japon.
Mais alors que s'est-il passé entre ces deux périodes ? Comment le Japon est-il passé d'un royaume barbare à un empire ? 

## Passage de la monarchie à l'empire
Durant tout le VIIe siècle, les souverains japonais feront en sorte de se rapprocher le plus possible du tout-puissant modèle impérial chinois. Cherchant à acquérir un statut d'égal à la Chine, ils modifieront la structure de l’État du Yamato, aux moyens de réformes.

### Premières réformes
En 603, toute la structure de l’aristocratie est chamboulée. En effet, un nouveau type de hiérarchie est mis en place. On décide d’un système de graduation par rangs et par classe (supérieure et inférieure), attribués selon le talent et les services rendus. Ce nouveau système modifie considérablement la société en affaiblissant le pouvoir des familles tout en centralisant le tout sur le monarque qui est le seul à décider des rangs. Cette réforme ne s'applique cependant qu'aux familles aristocratiques moyennes, pas aux grandes familles dirigeantes. Calquée sur le système de l’empire chinois de l’époque, la réforme montre que les dirigeants japonais désirent clairement construire un empire égal à l'empire chinois.
La deuxième réforme a lieu l’année suivante, en 604 : la « constitution en Dix-Sept articles ». Cette réforme inspirée du confucianisme repose sur la différence de nature entre le souverain et ses sujets, respectivement divin et terrestres. C’est encore une autre étape vers la suprématie du monarque. L’esprit de ces réformes est basé sur le principe d’harmonie sociale très important dans le confucianisme. Les chefs des autres familles sont par ces réformes relayés au titre de fonctionnaires du souverain.

### Réformes de Taika
Au fil des décennies, une grande famille s’est révélée problématique pour la monarchie : le clan Soga. Puissant et trop près du pouvoir, le clan Soga est détruit en 645 par le prince héritier. Au moyen de propagande anti-Soga et de l’appui de certains autres chefs importants, le prince organise un attentat contre le chef du clan Soga. À partir de ce moment, se mettent en place des réformes, longuement mûries, qui vont changer considérablement le système politique jusqu’alors en vigueur.
La première réforme se passe dix jours après l’anéantissement du clan Soga : le système des ères. L’empereur décide du nom de l’ère et de son changement. Dans la pensée chinoise, décider de l’ère relevait d’un grand pouvoir, vu comme un contrôle du temps.
Une des réformes les plus importantes, consiste en un édit rendant les terres des particuliers publiques, y compris celles du monarque et de sa famille. Ainsi, selon certaines théories faites pendant le XXe siècle, une nation est créée. Vient parallèlement un nouveau système de séparation du pays en provinces, qui resteront les mêmes jusqu’au IXe siècle. En envoyant des délégués dans toutes les provinces, le futur empire s’assure de contrôler les chefs  des régions éloignées de Yamato. Pour finir, un système d’impôts est mis en place. 
Les réformes de Taika sont manifestement inspirées du système bureaucratique de la dynastie des Tang. À nouveau, le Japon a donc voulu rejoindre le modèle chinois, semblant si performant. 

### Empereur Temmu
Depuis plusieurs siècles, la Chine s’est bornée à appeler le Japon « pays des Wa », ne considérant toujours pas ce pays comme étant « civilisé » (c’est-à-dire sous le pouvoir suprême d’un monarque), malgré l’évolution politique qu’a connue le Japon. L’Empereur Temmu réussira à faire reconnaître son pays comme un Empire.
Temmu a œuvré pour trois buts durant son règne : renforcer le pouvoir du souverain en le divinisant, diffuser le bouddhisme et faire en sorte que sa monarchie soit reconnue comme un empire auprès de la Chine. 
Pour renforcer son pouvoir de souverain, Temmu s’auto-déclare « manifestation vivante de la divinité ». Il fait en sorte de ramener les vieux mythes sur l’origine divine de la lignée impériale, que le Yamato avait créé bien plus tôt ; il reprend notamment de vieux rituels en lien avec Amaterasu, déesse du Soleil, dans le temple le plus prestigieux du Japon, le temple d'Ise. Mais ce n’est pas tout : on sait que l’empereur a également commandé une mise à l’écrit de « l’histoire de la monarchie et les grands faits anciens ».  Il serait question dans cette compilation de retracer les origines et le parcours de la lignée impériale et partant des origines divines. C’est à nouveau un élément copié de l’Empire chinois. Ce texte aurait, selon certains[Qui ?], servi de base pour l’écriture du Kojiki et du Nihon Shoki, qui ne seraient alors que des reprises[réf. nécessaire].
Pour avancer dans sa route vers le modèle impérial et surtout renforcer son indépendance vis-à-vis de la Chine, Temmu décide d'un nouveau nom pour désigner l’ōkimi : « tennō ». On traduit aujourd’hui ce mot par empereur. Temmu veut être considéré comme l'égal du dynaste chinois. Puis, il décide de renommer son pays, il décide de l’appeler Nihon littéralement « soleil levant » en référence à la Chine qui elle se proclamait « pays du soleil couchant ». La dynastie Tang accepte d’utiliser le nom « Nihon » mais refuse catégoriquement le terme « tennô ». 
La dernière étape vers l’Empire se trouve être la création d’une capitale, symbole important dans la pensée chinoise. Temmu décide de la créer sur un modèle semblable à celle de la dynastie Tang. C’est l’aboutissement de toutes les réformes instaurées par Temmu. Il a fait de la monarchie un empire.
On peut dire que Temmu a réussi à se rapprocher du modèle impérial chinois.

## Officialisation de la cosmogonie shintoïste
Le Kojiki et le Nihon Shoki sont deux textes mélangeant les mythes japonais transmis oralement, notamment sur la création du monde, et faits historiques, concernant la famille impériale de Yamato, depuis son légendaire fondateur, l’Empereur Jimmu, jusqu’au règne de l’impératrice Suikô.
Le Kojiki (712) a été rédigé en japonais sous l’ordre de l’impératrice Gemmei. L’empereur Temmu, son époux, a, pendant son règne, réussi à faire de la monarchie de Yamato un empire puissant centré sur le souverain et la famille impériale. Après avoir assuré les bases et la stabilité de l’Empire, le Kojiki était une légitimation officielle du pouvoir détenu par la famille impériale, un moyen d'asseoir sa supériorité vis-à-vis d'autres familles.
Le Nihon Shoki (720), fini seulement huit ans plus tard, apporte des explications plus précises sur les faits historiques, les évènements politiques. Ce texte-ci a été en revanche écrit en chinois. Selon Pierre-François Souyri, historien, spécialiste du Japon ancien et contemporain, le fait qu’il soit écrit en chinois signifierait qu’il était justement destiné à l’Empire chinois, une façon de leur montrer l’indépendance complète du Japon envers la Chine[réf. nécessaire].
Dans la mythologie shintoïste, l’Empereur est un descendant de la déesse Amaterasu et aussi du dieu Susanoo, les deux dieux créateurs de la terre, des hommes. Or, ce n’est pas la seule raison pour laquelle il doit régner ; la justification de son pouvoir se trouve dans le mythe selon lequel Amaterasu aurait donné le pouvoir temporel à son « Divin Petit-Fils » - l’ancêtre de la lignée des Empereurs - en lui confiant la charge de régner sur la « Plaine Luxuriante de roseaux des frais épis de riz ».
Finalement, on peut voir que la rédaction de ces deux textes a été comme l'achèvement du chemin de la monarchie à l'empire du Yamato. Après plusieurs vagues de réformes, la famille impériale a atteint un pouvoir quasi absolu. Elle s'assure de la prospérité de sa lignée en divinisant ses membres, en officialisant les liens et la mission qu'aurait reçue l'empereur de la déesse mère. Ce n'aurait peut-être pas pu se faire plus tôt, les souverains ont attendu la suprématie du pouvoir impérial.